# Walnutport
Walnutport é um distrito localizado no estado norte-americano de Pensilvânia, no Condado de Northampton.

## Demografia
Segundo o censo norte-americano de 2000, a sua população era de 2043 habitantes.
Em 2006, foi estimada uma população de 2153, um aumento de 110 (5.4%).

## Geografia
De acordo com o United States Census Bureau tem uma área de
2,1 km², dos quais 1,9 km² cobertos por terra e 0,2 km² cobertos por água.

## Localidades na vizinhança
O diagrama seguinte representa as localidades num raio de 12 km ao redor de Walnutport.